# رولاند غونتر
رولاند غونتر (بالألمانية: Roland Günther)‏ هو دراج ألماني، ولد في 11 ديسمبر 1962 في دارمشتات في ألمانيا.

## وصلات خارجية
- رولاند غونتر على موقع أرشيف الدراجات (الإنجليزية)
- رولاند غونتر على موقع إحصائيات الدراجات الإحترافية (الإنجليزية)
- رولاند غونتر على موقع CycleBase (الإنجليزية)
- رولاند غونتر على موقع أوليمبيديا (الإنجليزية)